# HMS Terrible (1895)
Pour les autres navires du même nom, voir HMS Terrible.
Le HMS Terrible est un croiseur protégé de classe Powerful de la Royal Navy.

## Histoire
Le Terrible a sa quille posée par J. & G. Thomson dans le chantier naval de Clydebank le 21 février 1894 et est lancé le 27 mai 1895. Le navire arrive au chantier naval Portsmouth le 4 juin pour être équipé. Il est temporairement commandé en juillet 1897 pour participer à la revue de la flotte commémorant le jubilé de diamant de la reine Victoria. Le Terrible est commandé pour le service actif par le capitaine Charles Robinson le 24 mars 1898. En mai, il transporte le Premier Lord, George Goschen, et le Civil Lord, Austen Chamberlain, à Gibraltar et à Malte. Lors du transport d'équipages de secours pour la flotte méditerranéenne à Malte en décembre, le navire établit un record, en mettant 121 heures pour couvrir 2 206 milles marins malgré le mauvais temps dans le golfe de Gascogne. Au cours de l'étape de Portsmouth à Gibraltar, il atteint en moyenne 18 nœuds (33 km/h) à partir de 9 300 kW et 21,5 nœuds (40 km/h) de Gibraltar à Malte.
Le 13 mars 1899, une explosion de chaudière en cours de route vers l'Angleterre tue un manouvrier et en a blessé trois autres, envoyés à l'hôpital à leur arrivée. L'enquête identifie que l'utilisation d'eau salée a provoqué une corrosion importante et des blocages dans les tubes de la chaudière, dont sept ont par conséquent éclaté en raison d'une surchauffe.
Le capitaine Percy Scott relève Robinson le 18 septembre 1899, avec l'ordre de prendre le navire pour le service sur la China Station. S'attendant à ce que les hostilités éclatent en Afrique du Sud, Scott persuade l'Amirauté de lui permettre de passer par le cap de Bonne-Espérance plutôt que par la route initialement prévue du canal de Suez. Le Terrible arrive à Simon's Town le 14 octobre pour trouver la guerre imminente. En l'absence de menace maritine, Scott détermine comment il pourrait adapter les canons marins en les montant sur roues pour une utilisation sur terre afin de soutenir l'armée qui manque d'artillerie à longue portée et constate que ses canons ordinaires sont dépassés par l'artillerie des Boers. Les montages semblent quelque peu amateurs, ce qui amène les autorités à les considérer avec une suspicion considérable. Cependant, ils s'avèrent très efficaces et le rôle de deux de ses canons de 4,7 pouces (120 mm) lors du siège de Ladysmith est reconnu. Le Terrible arrive à Durban le 6 novembre et Scott y a été nommé commandant militaire le lendemain. Une brigade navale du Terrible accompagne la force de secours de Ladysmith, comprenant deux canons de 4,7 pouces et dix-huit canons de 12 livres, et participe aux batailles de Colenso (décembre 1899) et de Spion Kop (janvier 1900) et à la relève de Ladysmith le 28 février. Après la victoire, l'équipage du Terrible quitte Durban le 27 mars 1900 en route vers la Chine.
Il arrive à Hong Kong le 8 mai et Scott monte les quatre canons de 12 livres sur des voitures de campagne plus tard ce mois-là, une fois qu'il a appris que le Terrible et son équipage seraient ordonnés au nord pour aider les forces britanniques contre la révolte des Boxers. Les ordres arrivent le 15 juin : le Terrible doit charger trois compagnies des Royal Welch Fusiliers et naviguer vers Taku il arrive le 21. Un seul canon de 12 livres accompagne la force de secours qui atteint les concessions étrangères de Tientsin le 24 juin. Les trois autres canons accompagnent l'expédition qui domine les forces chinoises dans la ville à la mi-juillet. Les quatre canons font partie de la deuxième expédition de secours à Pékin en août et ses hommes d'équipage reviennent au navire le 7 septembre. Après la fin des hostilités, Scott se concentre sur l'amélioration des capacités de tir de son navire, en concevant diverses aides à la formation, et son équipage obtient un score très respectable de 78,8 % lors du prix de tir en 1900. Le Terrible arrive à Hong Kong le 17 décembre après qu'un typhon a frappé la ville, Scott se porte volontaire pour renflouer le dragueur renversé Canton River. Les travaux commencent le mois suivant, Scott réussit deux mois plus tard. Lors du prix du tir en 1901, le Terrible obtient un score de 80%, le meilleur.
Début 1902, le Terrible passe plusieurs mois à Hong Kong, fournissant des secours et de l'eau condensée pour le chantier naval, au cours d'une épidémie de choléra dans la ville conduisant à une pénurie d'eau. En juillet 1902, Scott reçoit l'ordre de retourner avec son navire en Grande-Bretagne, et après des visites à Colombo et Aden, passe par le canal de Suez vers la Méditerranée où il visite Malte et Gibraltar avant de retourner à Portsmouth le 19 septembre. À son retour, 700 de ses officiers et hommes sont invités à un dîner public à Portsmouth, avant un long radoub. Au cours de ce radoub, la Navy ajoute quatre canons de 6 pouces dans des casemates au milieu du navire, bien qu'aucune munition supplémentaire ne puisse être logée dans le navire.
Le Terrible est remis en service le 24 juin 1904 pour un service spécial et emmène des équipes de secours à la China Station, revenant en décembre. Il est à nouveau en radoub le 22, mais est affecté à la réserve le 3 janvier 1905. Le navire est actif en août pour escorter le cuirassé Renown transportant le prince et la princesse de Galles pendant leur tournée en Inde et revient au début de 1906. Le Terrible sert de navire amiral temporaire de la 6e escadre de croiseurs lors des manœuvres annuelles de juin et juillet et revient en réserve. Il est réactivé le 7 novembre pour transporter des équipages de secours en Chine, perd une hélice lors du voyage de retour et termine le voyage sur un moteur. Le navire est réaménagé du 4 mai 1908 au 1er avril 1909 et est affecté à la quatrième division de la Home Fleet. Le Terrible est principalement utilisé comme navire d'hébergement du 20 juillet jusqu'à ce qu'il soit transféré à Pembroke Dock le 6 décembre 1913. Le navire est répertorié pour élimination en juillet 1914, mais cela est annulé lorsque la Première Guerre mondiale commence peu de temps après.
Le Terrible est remis en service en septembre 1915 pour transporter des troupes aux Dardanelles et ses canons de 9,2 pouces sont transférés sur le HMS Marshal Ney. Il atteint Moúdros le 2 octobre et devient un navire de dépôt à Portsmouth à son retour. Le navire est affecté en annexe au HMS Vernon en janvier 1918 puis au HMS Fisgard un an plus tard. En septembre 1919, le Terrible est désarmé, la plupart de ses machines de propulsion retirées pour le convertir en navire-école pour les apprentis ingénieurs. Lorsque la conversion est achevée en août 1920, il est rebaptisé Fisgard III. Le navire est mis en vente en janvier 1932 et acheté le mois suivant par John Cashmore Ltd. Il est remorqué à Newport (pays de Galles) en septembre et démantelé. Des parties de son teck seraient plus tard transformées en souvenirs et vendues.